# Neanastatus gracilipes
Neanastatus gracilipes är en stekelart som beskrevs av Jean Risbec 1952. Neanastatus gracilipes ingår i släktet Neanastatus och familjen hoppglanssteklar.
Artens utbredningsområde är Madagaskar. Inga underarter finns listade i Catalogue of Life.